# Lobos de mar
Lobos de mar es una serie de televisión peruana de ficción policial creada por Capitán Pérez producciones, con guion de Aldo Miyashiro y protagonizado por el mismo bajo la dirección de Jorge Carmona.

## Sinopsis
Estela, una influyente empresaria, llega al puerto de Pucusana en representación de un consorcio que desea transformar el puerto en un exclusivo balneario turístico. La resistencia de los lugareños y la insistencia de los inversionistas llegan a su punto máximo cuando dos pescadores encuentran a Estela misteriosamente asesinada. Leonardo Oviedo, socio de Estela, se traslada al puerto para investigar el homicidio y terminar la negociación junto a su novia Mariana, su secretaria (y amante) Charo y su torpe asistente Ramos. Este hecho desencadena una violenta historia, que pone al puerto entero en pánico. Mariana, sensible y confundida, buscara refugio en un pescador llamado Iván con el que inicia una relación

## Recepción
Lobos de mar se estrenó el 1 de marzo de 2007 siendo esta una producción con grandes expectativas ya que era la segunda entrega de Capitán Perez producciones que habían venido de tener éxito con la serie Misterio. Desafortunadamente no tuvo el éxito esperado ya que la serie tuvo bajos ratings en Latina. Sin embargo poco a poco fue convirtiéndose en una serie de culto y teniendo reconocimiento con el tiempo.

## Reparto
- Tony Blades - Aldo Miyashiro
- Leonardo Oviedo - Carlos Alcántara
- Mariana - Jimena Lindo
- Ivan - Juan Carlos Morón
- Minaya - Haysen Percovich
- La Vieja - Haydeé Cáceres
- Mama Flora - Nancy Cavagnari
- El Alcalde - Humberto Cavero
- Cuchillo - Norka Ramírez
- Zacarías - Pietro Sibille
- Anguila - Emilram Cossío
- Lucas - Ignacio Baladán
- Huevera - Danny Rosales
- Charo - Liliana Mass
- Ramos - Andrés Salas
- Joaquin - André Silva
- Brujo - Hector Febres
- Chávez - William Espinoza
- Chulpa - Iván
- José - Anahí Vargas
- Ayme - Thabata Martínez
- Laura - Carolina Infante
- Comisario - Gilberto Torres
- Estela - Marisol Palacios
- Pancho - Giovanni Ciccia
- Socorro - Renzo Schuller
- Andrés - Jorge Benavides
- Rey - Rodrigo González
- Pato - Paco Bazán
- Chino - Cuto Guadalupe
- Gino - Junior Silva
- José Antonio - Carlos Álvarez
- Sofia - Bárbara Cayo
- Simon - Carlos Cano de la Fuente